# ウゥナトーク・カケルトーク
ウゥナトーク・カケルトーク（英語: The Warming Island、グリーンランド語: Uunartoq Qeqertaq）は、グリーンランド語で「温暖化島」を意味し、グリーンランド東岸沖、北極線から550キロメートル北に位置する島である。2005年9月に、ドイツ系アメリカ人探検家のデニス・シュミットにより発見された。2002年の時点では、グリーンランド本土から伸びるリバープール半島と氷河を介して繋がっていたが、棚氷の急速な後退により、2005年には既に本土と離れた新しい「島」として観測されるようになった。科学者の間では、この島の出現は地球温暖化による直接的な帰結であると考えられている。この島には3つの半島があり、アルファベットの「W」もしくは漢字の「山」のような形状をしている。

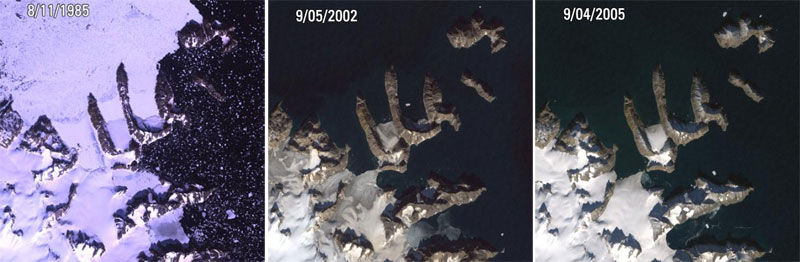
1985年から2005年にかけての衛星写真の比較。

## 論争
気候学者であり、地球温暖化懐疑派であるパトリック・マイケルズは、この「温暖化島」の歴史について彼自身のウェブサイトWorld Climate Reportにて異論を唱えている。その中で彼は、新島は2005年以前にも、1950年代のグリーンランドが比較的温暖だった短い期間に氷床から姿を見せたことがあると主張している。
マイケルズは写真家のアーネスト・ホーファーが1950年代初頭に周辺地域を上空から調査・出版した地図を発見する。そこには、温暖化島とみられる陸地がグリーンランドから分離して図示されていた。彼はそこから温暖化島はホーファーが1950年代に調査した時点で島として分離して存在していたと結論づけ、この新島は、正当な根拠なしに地球温暖化の帰結として注目を集めた悪例だと主張した。
デニス・シュミットは、ニューヨーク・タイムズ誌の記者アンディ・ レヴキンの記事からマイケルズのこの主張を知った。彼はそもそもホーファーの地図は不正確であり、周辺地域が霧で覆われた際、上空からは本土と温暖化島とを結ぶ棚氷の橋もまた不明瞭に隠された結果であろうと反論した。
2018年現在、この論争に決着をつける写真による証拠は示されていない。